# Jean-François
Jean-François ist ein französischer Doppelvorname, der sich aus den Namen Jean und François zusammensetzt.

## Namensträger
- Jean-François Alliette (1738–1791), französischer Okkultist und Tarotforscher
- Jean-François Amiguet (* 1950), Schweizer Filmregisseur und Drehbuchautor
- Jean-François Baldé (* 1950), französischer Motorradrennfahrer
- Jean-François Balmer (* 1946), französisch-schweizerischer Theater- und Filmschauspieler
- Jean-François Barrière (1786–1868), französischer Schriftsteller und Historiker
- Jean-François Bayard (1796–1853), französischer Dramatiker
- Jean-François Bergier (1931–2009), Schweizer Sozial- und Wirtschaftshistoriker
- Jean-François Bernard (* 1962), französischer Radrennfahrer
- Jean-François Bettex (1816–1887), Schweizer Politiker
- Jean-François Bladé (1827–1900), französischer Ethnologe und Schriftsteller
- Jean-François Champollion (1790–1832), französischer Ägyptologe, entschlüsselte den Stein von Rosetta
- Jean-François Canape (1945–2012), französischer Jazztrompeter
- Jean-François Cuvelier (1882–1962), belgischer römisch-katholischer Ordensgeistlicher und Apostolischer Vikar von Matadi
- Jean-François Flamand (1766–1838), französischer Brigadegeneral der Infanterie
- Jean-François Garreaud (1946–2020), französischer Schauspieler
- Jean-François de La Harpe (1739–1803), französischer Kritiker und Dichter
- Jean-François Lyotard (1924–1998), französischer Philosoph und Literaturtheoretiker
- Jean-François Marmontel (1723–1799), französischer Schriftsteller und Enzyklopädist
- Jean-François Millet (1814–1875), französischer Maler der Schule von Barbizon
- Jean-François Quint, französischer Mathematiker
- Jean-François Rewbell (1747–1807), französischer Politiker
- Jean-François Séguier (1703–1784), französischer Botaniker, Historiker und Archäologe, nach dem verschiedene Pflanzen benannt sind
- Jean-François Thiriart (1922–1992), belgischer Politiker
- Jean-François Valette (* 1952), französischer Diplomat
- Jean-François Yvon (* 1958), französischer Autorennfahrer
- Jean-François Zevaco (1916–2003), französischer Architekt

## Familienname
- Oriane Jean-François (* 2001), französische Fußballspielerin